# Pilsgate
Pilsgate – osada w Anglii, w Cambridgeshire, w dystrykcie (unitary authority) Peterborough. Leży 4 km od miasta Stamford. W 1881 roku civil parish liczyła 125 mieszkańców. Pilsgate jest wspomniana w Domesday Book (1086) jako Pillesgate.